# لیچفیلد (مینه‌سوتا)
لیچفیلد  (به انگلیسی: Litchfield) شهری در شهرستان میکر ایالت مینه‌سوتا در کشور ایالات متحده آمریکا است که جمعیت آن در سرشماری سال ۲۰۱۰ میلادی، ۶۷۲۶ نفر بوده‌است.